# Zlata vrata, Kijev
Zlata vrata (ukrajinsko Золоті ворота, Zoloti vorota) so bila v 11. stoletju glavna vrata utrjenega Kijeva, glavnega mesta Kijevske Rusije. Ime so dobila kot imitacija konstantinopelskih Zlatih vrat. 
Zgradba je bila v srednjem veku porušena, da so od nje ostali samo sledovi. Sovjetske oblasti so leta 1982 zgradile nova vrata, čeprav se od prvotnih vrat ni ohranila nobena slika. Odločitev je bila izjemno kontroverzna, ker je bilo veliko konkurenčnih idej, kako naj bi prvotna vrata izgledala. Prenovljena zgradba na vogalu ulice Volodimir in ulice Jaroslaviv Val vsebuje podružnico muzeja Narodnega svetišča "Sofija Kijevska". Ime Zlata vrata (Zoloti vorota)  se uporablja tudi za bližnje gledališče in postajo kijevskega metroja.

## Zgodovina
Sodobni zgodovinarji imajo Zlata vrata za ena od treh vrat, ki jih je zgradil veliki kijevski knez Jaroslav Modri (vladal 1019-1054). Gradila so se od leta 1017 do 1024 (6545 po bizantinskem koledarju). Omembe starejših zgradb, kakršna je na primer na sliki kralja Boleslava I. Poljskega, ki skozi Zlata vrata z mečem v roki vstopa v Kijev med nasledstveno krizo leta 1018, se štejejo za legende. 
Vrata so se prvotno imenovala preprosto Južna vrata in so bila skupaj Poljskimi (Ladskimi) in Judovskimi (Žydivskimi) ena od treh glavnih vhodov v obzidano mesto. Poljska in Judovska vrata se niso ohranila. Kamnito mestno obzidje je bilo dolgo 3,5 km.
Kasneje so Južna vrata postala znana kot Velika vrata Kijeva. 
Ko je bila ob vratih zgrajena cerkev Oznanjenja, katere zlate kupole so bile vidne tudi izven mesta, so se vrata po njih preimenovala v Zlata vrata. Široka so bila približno 6 in visoka približno 12 metrov. Skoraj pol tisočletja so služila kot mestni Slavolok zmage in bila pomemben simbol Kijeva, domnevno zasnovan na Zlatih vratih Konstantinopla. Kasneje so podobno vlogo imela vrata v mestu Vladimir, kjer je eden od Monomahovih potomcev, Andrej I. Bogoljubski, ustanovil svojo Vladimiro-Suzdalsko kneževino. Leta 1240 so vrata delno uničili Batu kanovi Mongoli. Do 18. stoletja so služila kot mestna vrata in se pogosto uporabljala za razne slovesnosti, čeprav so postopoma propadala.
Leta 1832 je metropolit Evgenij začel odkopavati ruševine in opravil začetne raziskave za ohranitev vrat. 
V 70. letih 20. stoletja je bil k vratom prizidan paviljon, v katerem je muzej Zlatih vrat. V muzeju se lahko obiskovalci seznanijo z zgodovino gradnje Zlatih vrat in starodavnega Kijeva.
Leta 1982 so bila vrata popolnoma obnovljena za 1500. obletnico Kijeva. Nekaj umetnostnih zgodovinarjev je pozivalo, naj se vrata podrejo do stanja pred obnovo in omogočijo javni ogled.
Leta 1989 je bila v bližini Zlatih vrat zgrajena postaja podzemne železnice Zlata vrata. Arhitekturna zasnova postaje temelji na notranjem okrasju starih rusinskih cerkva. 
Leta 1997 je bil zahodno od Zlatih vrat postavljen spomenik Jaroslavu Modremu.

## Cerkev nad prehodom
Nad prehodom Zlatih vrat je bila cerkev, omenjena v kroniki metropolita Hilariona z naslovom Beseda prava in milosti.
Cerkev na vratih je služila kot "božanska zaščita mesta" in cerkev, v katero so ljudje prihajali molit. 
Kapela z zvonom je triladijska zgradba s kupolo na štirih stebrih. V arhitekturni dekoraciji fasad je okrasje iz opeke, značilno za starodavne zgradbe iz tega obdobja. Nadstropje cerkve je okrašeno z mozaiki, zasnovanimi na talnem okrasju stolnice Svete Sofije v KIjevu. Stopnice vodijo na balkon, s katerega je mogočen pogled na mesto.

## Trg
Trg pred Zlatimi vrati je bil zgrajen v drugi polovici 19. stoletja. Na njem je botanični vrt, ustvarjen po odloku Kijevskega izvršilnega odbora № 363 z datumom 20. marec 1972.</ref>

## Opomba
1. ↑  V Ipatski kroniki iz tistega obdobja (1146-1151) so večkrat omenjena kijevska "Judovska vrata". Judovsko četrt v Kijevu je leta 1124 uničil požar.